# Дварапала
Дварапала е архитектурен елемент в индуистката и будистката архитектура. Представлява скулптура, поставяна при входа на сграда или двор, изобразяваща воин или ашура с великански ръст, обикновено държащ боздуган или друго оръжие.